# Siegen
Siegen è una città tedesca situata nel Land della Renania Settentrionale-Vestfalia; fa parte del circondario di Siegen-Wittgenstein compreso nel distretto governativo di Arnsberg. È sede dell'Università di Siegen, fondata nel 1972.

## Cultura
In questa città è nato il pittore fiammingo Peter Paul Rubens (Siegen, 28 giugno 1577 – Anversa, 30 maggio 1640).
La città di Siegen ospitò nel 1970 la XIX olimpiade degli scacchi.